# Jean-Pierre Barillet-Deschamps
Pour les articles homonymes, voir Barillet et Deschamps.
Jean-Pierre Barillet-Deschamps (7 juin 1824 à Saint-Antoine-du-Rocher - 12 septembre 1873  à Vichy) est un jardinier et paysagiste français. 
Jardinier en chef de la ville de Paris puis directeur général des promenades et plantations de l'Égypte, il aménage et crée des parcs et jardins, publics et privés, en particulier à Paris avec le préfet Haussmann. 

## Biographie
D'une dynastie tourangelle de jardiniers et horticulteurs, lui-même fils d'un jardinier, Jean-Pierre Barillet-Deschamps devient en 1841 « moniteur » de jardinage, formé à l’école des contremaîtres de « La Paternelle », première colonie agricole et pénitentiaire fondée à Mettray, près de Tours, en juin 1839, par le vicomte de Bretignières de Courteilles et Frédéric-Auguste Demetz (en). Dans son discours pour la sortie de la première promotion, Bretignières de Courteilles adresse à Barillet-Deschamps ces propos prophétiques : « Ouvrier jardinier comme ton père, tu seras un de nos premiers horticulteurs ».
Il développe plus tard l'établissement horticole créé par son beau-père à Bordeaux, notamment en cultivant à une échelle quasi-industrielle et pour un coût très abordable des centaines de plantes exotiques comme des bananiers ou des bambous. Appelé à Paris par le préfet Georges Eugène Haussmann qu'il a connu à Bordeaux lorsque ce dernier était préfet de la Gironde, il participe, sous l'autorité des ingénieurs Adolphe Alphand et Eugène Belgrand, avec le titre (dont il sera le premier titulaire)  de « Jardinier en chef du Service des Promenades et Plantations de la Ville de Paris », à la transformation de la capitale au sein de la remarquable équipe de professionnels dont avait su s'entourer le préfet, parmi lesquels on compte Victor Baltard, Gabriel Davioud, Jacques Hittorff... Barillet-Deschamps redessine les bois de Boulogne et de Vincennes, et par la suite crée le jardin du Luxembourg, le parc Monceau, le parc des Buttes-Chaumont et le parc Montsouris, le square du Temple et celui des Batignolles. En 1865, il crée le jardin anglais du jardin des plantes du Mans. À Lille il dessine le jardin Vauban, le square du Réduit en 1872, et à Roubaix le parc Barbieux. 
Il crée une Maison d’Architecte Paysagiste, ouvre une pépinière et un jardin à La Muette et entame une carrière internationale : on l'appelle à Cambrai, à Marseille pour le parc Borély, à Hyères, à Milan et Turin, en Belgique pour travailler sur le parc du château de Laeken, en Autriche pour revoir le parc du Prater, en Prusse, et jusqu'en Égypte où il est mandé au Caire par le khédive Ismaïl Pacha. Il y arrive en 1870 et y travaille jusqu’en 1873, avec Gustave Delchevalerie à l'aménagement du jardin Al-Orman, du jardin de l'île de Gezira et du jardin de l'Ezbekiyya. Il y contracte une maladie pulmonaire qui le contraint à rentrer se soigner en France. Il s'installe à l'hôtel du Palais Royal à Vichy, mais il y meurt seul dans sa cinquantième année.
Il inaugure un type de jardin inspiré du jardin anglais, caractérisé par des pelouses vallonnées et les formes sinueuses des allées et des lacs. La richesse et l'exotisme de la décoration végétale et du mobilier témoignent de la  modernité et de la prospérité du Second Empire. On a pu reprocher à Barillet-Deschamps la répétitivité de son style, qualifié parfois d'éclectique et présenté comme une dénaturation du jardin anglais par la standardisation, l'esprit du lieu et les particularités locales étant peu prises en compte. Néanmoins l'œuvre de Barillet-Deschamps, qui servira en province et à l'étranger parfois de modèle, parfois de contre-modèle, caractérisera l’art des jardins du XIXe siècle, et marquera de son empreinte le XXe siècle.
En 1861, il créa le jardin central de la grande place Carlo-Felice située devant la gare de Turin-Porta-Nuova.
En 1862, il intervient à la Villa Vigier, située à Nice, propriété acquise par Achille Georges Vigier petit-fils de Louis-Nicolas Davout, et qui devient alors un lieu d'acclimatation notoire jusqu'au décès de son promoteur en 1883.
En 1863, il dessine l'esplanade du jardin du Rocher des Doms à Avignon.
Il a co-dirigé la réalisation du jardin paysager du Pré-Catelan (avec Gabriel Davioud). 
2013: le seul parc intact et dessiné par Barillet-Deschamps est le parc du château de la Bûcherie (actuellement un hôtel) situé à Saint-Cyr-en-Arthies (95). Soixante hectares de forêts et plaines vallonnées avec au milieu de la perspective un jeu de cascades qui rappelle celui des buttes Chaumont à Paris. le propriétaire actuel a entrepris la restauration de ces cascades. Une particularité rare est un pont en fonte imitant le végétal. Notons que ce parc recèle le plus grand Platanus Orientalis de France avec 3.30 M de circonférence et une emprise au sol de 1 500 m2. L'harmonie actuelle et la diversité des essences d'arbres adultes encore présents malgré la tempête de 1999, montrent la connaissance de cet illustre architecte paysager.

## Sa conception d'un jardin paysager
Voici la conception d'un jardin tel que l'imagine Jean-Pierre Barillet-Deschamps :
« 
- Le relief est la première chose à étudier :

Les accidents naturels du terrain, s’ils sont fortement accusés, fournissent les données principales du sujet à l'étude.
- Les plantations constituent l’élément principal de la composition :

Sur les gazons seront placées les espèces végétales les plus rares pour les mettre bien en vue. Les arbres seront plantés selon leur forme et leur couleur afin d’accentuer les perspectives. Les espèces à fleurs formant les massifs seront groupées également en vue et près de l’habitation. Il est souhaitable de faire prédominer l’espèce commune dans la région où l’on plante. La nature fournit les grandes lignes, mais la végétation n’obéit pas strictement aux lois naturelles. L’intervention humaine reste apparente. Le contour des massifs est arrêté par des lignes correctes qui se rapprochent des formes elliptiques. Les pièces d’eau et les rivières constituent des accessoires indispensables à un grand jardin. Le tracé des cours d’eau, l’emplacement des pièces d’eau, les chutes, les cascades, les rochers, doivent être justifiés par des mouvements du sol et paraître aussi naturels que possible. Le principe général est de conserver l’aspect de la nature sans en faire une copie exacte. Le jardin est une œuvre d’art où la sculpture et l’architecture ont leur place marquée.
- Le terrain étant nivelé, les plantations distribuées, il reste les allées à tracer :

Le réseau des allées est concentrique, les voies qui sont situées sur les points éloignés doivent toujours ramener le promeneur vers les parties centrales ou vers l’habitation. Les courbes et les changements de direction devront être souples et justifiés par des obstacles naturels. L’allée doit se continuer, se diriger vers le point à atteindre, par mouvement continu en suivant la direction la plus commode et la plus agréable. Elle doit être aussi effacée que possible  et l’on ne doit avoir sous les yeux que la partie où l’on se promène. Pour cela, elle sera légèrement encaissée afin de disparaître dans le vallonnement général des pelouses.  »
Les principes généraux de Barillet-Deschamps régissent encore aujourd’hui la composition des jardins paysagers.

## Hommage

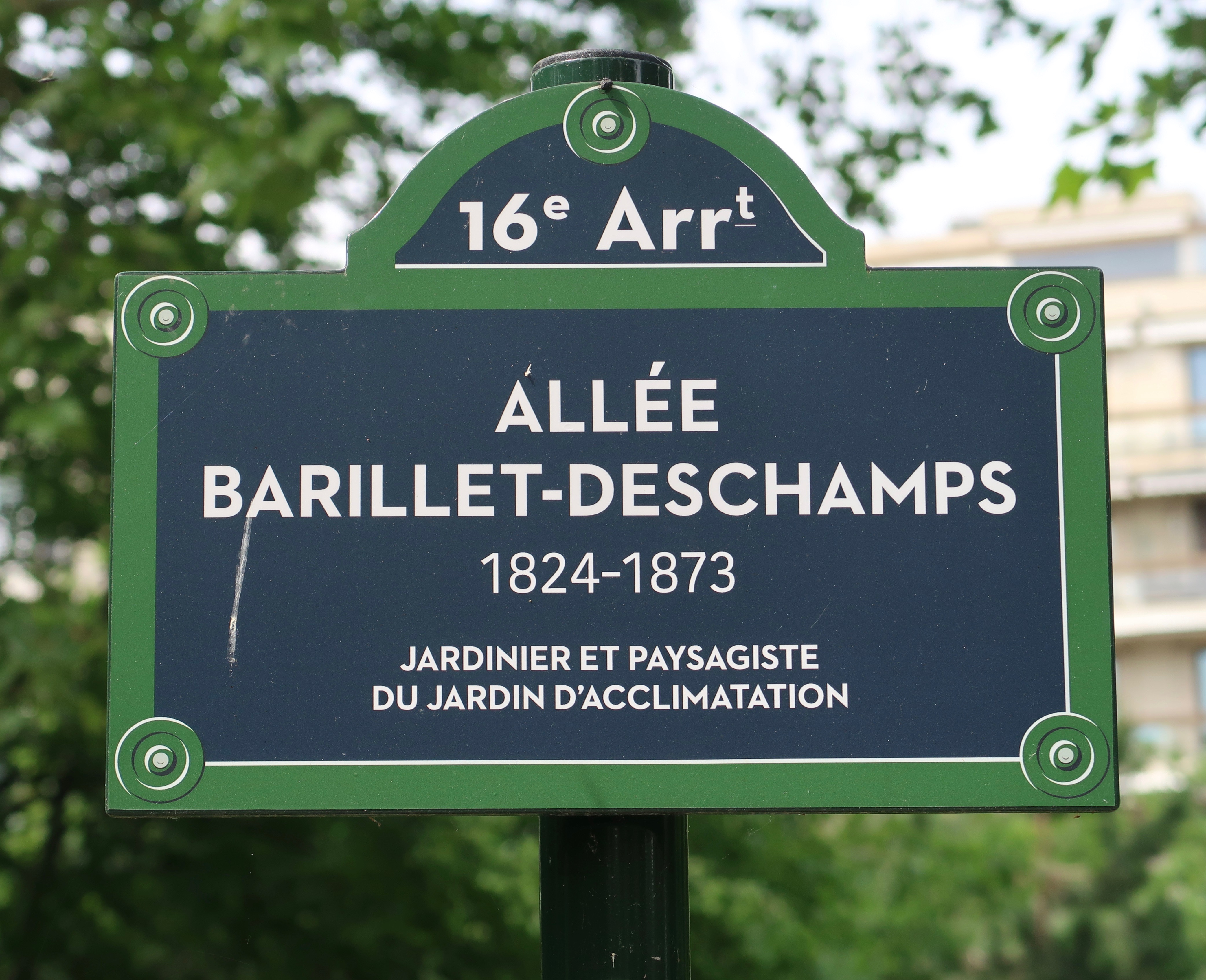
Plaque.

- Une allée porte son nom dans le Jardin d'acclimatation (Paris).

Un bâtiment du village des jeunes (ancienne colonie agricole et pénitentiaire de Mettray) porte également son nom.

## Décorations
- Chevalier de la Légion d'honneur par décret du 14 août 1865
- Chevalier de l'ordre de Léopold
- Chevalier de l'ordre de la Couronne (Prusse)